# Guido Grünheid
Guido Grünheid, né le 15 octobre 1982 à Iéna, en Allemagne, est un joueur allemand de basket-ball. Il évolue au poste d'ailier fort.